# Mojo 6
Le Mojo 6, officiellement le « Mojo 6 Jamaica LPGA Invitational », est un tournoi professionnel de golf féminin du circuit de la LPGA qui se déroule en Jamaïque. Créé en 2010, la première édition s'est déroulée à Montego Bay sur la parcours du « Cinnamon Hill Golf Course ». Bien qu'inscrit sur le circuit de la LPGA, il s'agit d'un tournoi non officiel c'est-à-dire que les gains ne sont pas comptabilisés sur la liste des golfeuses par gain de la LPGA. Les golfeuses participantes sont des membres de la LPGA, une joueuse amatrice sélectionnée par le sponsor et une seizième golfeuse sélectionné par un vote du public par internet.

## Format

### Premier jour
Chaque golfeuse joue en trinôme six trous accumulant des points et un rang. Les golfeuses sélectionnent leurs adversaires pour leur premier match avec priorité du choix en fonction du classement mondial. Les huit meilleures golfeuses du premier jour sont qualifiées pour le second jour.

### Deuxième jour
Les huit finalistes disputent un tournoi par élimination direct. La golfeuse étant première le premier jour joue contre la huitième et ainsi de suite. Le tournoi est remporté par la Suédoise Anna Nordqvist.

## Palmarès
| Année | Vainqueur      | Gains totaux ($) |
| ----- | -------------- | ---------------- |
| 2010  | Anna Nordqvist | 1 000 000        |